# Rhopalomeces difficilis
Rhopalomeces difficilis là một loài bọ cánh cứng trong họ Cerambycidae.